# Nienborstel
Nienborstel er en kommune i det nordlige Tyskland, beliggende i Amt Mittelholstein i den sydlige del af Kreis Rendsborg-Egernførde. Kreis Rendsborg-Egernførde ligger i den centrale del af delstaten Slesvig-Holsten.

## Geografi
Nienborstel er en kommune med spredt bebyggelse 25 km nordvest for Neumünster og 22 km syd for Rendsborg i Naturpark Aukrug ved Bundesstraße 77 fra Rendsborg mod Heide/Itzehoe. Syd for kommunen løber Bundesstraße 430 fra Neumünster mod Meldorf og mod nordvest løber Kielerkanalen.
I den nordlige del af kommunen ligger hovedparten af den ca. 700 ha store skov Große Haaler Gehege, der siden 2001 har været fuglebeskyttelsesområde.